# Sensitive Pornograph
Sensitive Pornograph (センシティブ・ポルノグラフ?, Senshitibu Porunogurafu) è un anime OAV Yaoi (ma tendente decisamente all'hentai), ispirato all'antologia di racconti manga di Sakura Ashita, autore tra l'altro della serie seinen Sekirei.
Si tratta di un episodio unico composto da due parti separate, che raccontano storie indipendenti fra loro: in certe versioni l'ordine delle storie è invertito. A differenza del manga originale, i contenuti sessuali sono molto più espliciti, tanto che è etichettato come V.M.18, sia in Giappone che in USA e Italia, dove è uscito in DVD nel 2008.

## Trama

### Prima storia
L'intero racconto ha un tono più romantico rispetto al successivo, pur contenendo scene di sesso esplicito mostrate per tutto il tempo (disponibile in versione sia censurata che integrale).
Seiji Yamada è un ventiduenne aspirante mangaka di genere shōnen: egli ammira molto Hanasaki Sono, una scrittrice di hentai che ha eletto sua "maestra" mangaka. Resta però molto sorpreso allo scoprire che Hanasaki è in realtà un uomo - generalmente infatti le trame hentai sono sviluppate da autrici donne.
Nonostante ciò Seiji cade immediatamente innamorato di Hanasaki (che è di dieci anni più vecchio di lui), e riesce a trascinarlo in una relazione intima: lo invita a bere qualcosa in un bar e la mattina dopo si svegliano a letto insieme. Seiji gli chiede senza mezzi termini di poter esser il suo fidanzato ufficiale e fisso e Hanasaki accetta anche perché era single e i due iniziano una romantica storia fatta di amore e sesso.
Un giorno Seiji viene a sapere da Ashita, il suo amico aiutante, che Hanasaki accetta di andare a letto con chiunque glielo chieda; Seiji non ci crede e corre a casa del fidanzato per sapere se è vero ciò che si dice di lui, Sono amaramente conferma la realtà e Seiji sentendosi preso in giro scappa via piangendo.
La prima storia si conclude con i due che fanno pace dopo che Sono ha rivelato i suoi sentimenti e la sua storia, alla fine i due amanti si ritrovano a rotolare nel letto amandosi più che mai.

### Seconda storia
Ueno (nome che in giapponese significa "che cresce verso l'alto"), studente al college, lavora part-time (tanto per raggranellare qualcosa durante il suo tempo libero) come pet-sitter. Un giorno riceve l'incarico di prendersi cura di un coniglio di nome Aki-chan, il cui proprietario si è dovuto assentare improvvisamente, e che ha bisogno di compagnia ed assistenza costanti.
Giunto all'indirizzo specificato scopre però che non c'è nessun coniglio: l'appartamento sembra del tutto abbandonato, tranne che per un mugolio costante e sommesso proveniente dall'interno d'un armadio. Lo apre allora un po' titubante e si trova di fronte ad un giovane uomo nudo, legato, apparentemente uno slave del padrone di casa, un appassionato di BDSM (lo stesso che ha assunto Ueno per la sua commissione). Il ragazzo, liberato dal bavaglio e dalle corde e manette che lo immobilizzavano, sembra in principio dispiaciuto nel rendersi conto che il suo master ha imbastito quest'inganno per potersi creare una situazione di brivido sessuale in più: anche se egli in precedenza aveva già organizzato delle orge con estranei, non aveva mai ingannato qualcuno.
Si capisce che il padrone del ragazzo li sta spiando da lontano, sperando che tra i due possa esserci un qualche sviluppo di tipo sessuale. Il ragazzo spiega quindi a Ueno che se le cose non fossero andate come lui aveva previsto di certo si sarebbe arrabbiato moltissimo, potendo arrivare anche al punto anche di aggredirli entrambi. Lo convince così a copulare con lui per render felice il proprio master. Intanto, all'interno d'una vettura al di fuori dell'appartamento, si vede un uomo guardare compiaciuto i due con un binocolo ultra potente: inizialmente, proprio come si aspettava, vede Ueno distendersi sulla schiena e permettere all'altro di far quel che deve fare (cosa a cui sembra molto ben abituato), ma rimane poi piacevolmente sorpreso vedendo Ueno ricambiare.
Al termine di tale tempesta passionale, suggellato l'incontro con un bacio, il ragazzo incoraggia Ueno a lasciare velocemente la stanza prima che il padrone faccia ritorno. Ueno se ne va un po' a malincuore, e l'uomo che aveva osservato tutto dall'auto risale nell'appartamento. Il ragazzo si sfoga annunciandogli subito di averne abbastanza dei suoi giochini di manipolazione mentale.
Successivamente Ueno incontra il ragazzo a scuola il quale gli racconta che, dopo aver sfidato il suo master, questi lo ha duramente picchiato e abbandonato in mezzo alla strada: da quel momento si è iscritto alla stessa scuola frequentata da Ueno. Il racconto finisce lasciando intendere che ci sia uno sviluppo nella loro relazione.